# Ґури-Злотніцькі
Ґури-Злотніцькі (пол. Góry Złotnickie) — село в Польщі, у гміні Желязкув Каліського повіту Великопольського воєводства.
У 1975-1998 роках село належало до Каліського воєводства.